# Pterobrycon myrnae
Pterobrycon myrnae är en fiskart som beskrevs av Bussing, 1974. Pterobrycon myrnae ingår i släktet Pterobrycon och familjen Characidae. Inga underarter finns listade i Catalogue of Life.